# 渡辺為太郎
渡辺 為太郎（わたなべ ためたろう、1872年9月23日（明治5年8月21日）- 1925年（大正14年）4月8日）は、日本の陸軍軍人。最終階級は陸軍中将。

## 経歴
旧桑名藩士・渡辺誠発の長男として岐阜県で生まれる。1893年7月25日、陸軍士官学校（4期）を卒業し、1894年3月7日、陸軍騎兵少尉に任官、騎兵第1大隊附となる。日清戦争に出征。1899年12月21日、陸軍大学校（13期）を卒業。
以後、参謀本部部員、皇族附武官を経て、日露戦争に第2師団参謀として出征した。1909年、軍事研究のためヨーロッパに派遣され1911年に帰国。陸軍騎兵実施学校教官、清国駐屯軍司令部附、騎兵第13連隊長、第16師団参謀長、侍従武官兼軍事参議院幹事などを歴任。
1918年8月6日、陸軍少将、1922年8月15日、陸軍中将に進み軍馬補充部本部長に就任。同年10月20日から1923年3月31日まで馬政長官を兼任し、1924年12月15日に待命となり、同年同月20日、予備役に編入された。翌年4月8日卒去。

## 栄典
- 1894年（明治27年）5月1日 - 正八位[10]
- 1922年（大正11年）9月11日 - 従四位[11]
- 1925年（大正14年）1月21日 - 正四位[12]